# Julian Azar
Julian Azar är ett svenskt indie-projekt av låtskrivaren Patric Julian. Bakom projektet finns även låtskrivaren och producenten Dennis Tkacuk samt låtskrivaren Jimmy Loefgren. År 2016 fick Julian Azar sin första hit med låten "Givenchy Ghosts" som roterade på Sveriges Radio P3. Låten var en metafor om hur kärlek, likt modetrender, kommer och går. Innan Patric Julian valde solokarriären var han ena halvan av indiebandet Adventure Of.

## Diskografi

### Album
- 2017- Untitled Love

### Singlar
- 2017- "It goes on feat Isabel Neib"
- 2016- "Givenchy Ghosts"
- 2016- "Another Love"